# 凯文·加内特
凯文·莫里斯·加内特（英語：Kevin Maurice Garnett，1976年5月19日—），美国职业篮球运动员，曾效力于NBA联盟，綽号KG、The Big Ticket、The Kid、狼王，场上特点极为全能，传球甚至比控卫更出众、防守极具威慑力，可以出任3號至5號位（小前鋒/大前鋒/中鋒）。他曾獲得1次NBA最有價值球員、NBA全明星赛最有價值球員、NBA最佳防守球员、NBA总冠军。此外，KG還十五度入選NBA全明星賽、九度入選NBA最佳陣容、十二度入選NBA最佳防守陣容。
1996年在明尼蘇達灰狼隊與史蒂芬·馬布里以及湯姆·古格里奧塔組成第一代灰狼三劍客，並率隊打進隊史首次季後賽。2004年，在明尼苏达灰狼队與山姆·卡塞爾以及拉崔爾·史普利威爾組成第二代灰狼三劍客，取得該年西區聯盟最佳戰績58勝24敗，並一路打進西區冠軍賽敗給洛杉磯湖人，該年加內特為年度MVP。2007年从明尼蘇達灰狼隊交易到波士顿凯尔特人，和从西雅圖超音速交易来的明星球员雷·阿伦以及綠衫軍队长保罗·皮尔斯共组成三巨头，该赛季取得66胜16负的联盟第一战绩打进季後赛，最后以4:2的成绩擊敗洛杉磯湖人隊奪得2008年的NBA總冠军，此為波士顿凯尔特人隊史第17座總冠军。
2013年篮网与凯尔特人达成协议，凯文·加内特和保羅·皮爾斯同赴布鲁克林篮网。2015年2月19日，凯文·加内特重返灰狼，並重新穿上其21號球衣。
美国时间2016年9月23日，凯文·加内特宣布退役。
2020年4月4日，凱文·賈奈特入選籃球名人堂。2021年10月20日，入選NBA75大球星。
2020-21赛季，波士頓塞爾提克宣布将退役加内特的5号球衣。2022年3月13日，波士頓塞爾提克正式舉行凱文·賈奈特的5號球衣退休儀式。

## 早年經歷

### 童年時期
賈奈特於1976年5月19日出生在南卡罗莱纳州格林维尔，其父母在他出生後不久就離異。賈奈特的家境並不富裕，後來他的母親改嫁，然而繼父歐內斯特·伊爾比（Ernest Irby）對於賈奈特兄妹倆並不是很友善。賈奈特的繼父並不支持他打球，就連母親也不鼓勵他打球，在她看來，打籃球並不是賈奈特該走的正路，她希望賈奈特讀書接受高等教育，大學畢業之後再找份體面的工作。
從13歲開始，賈奈特開始每天出去打工賺錢，養家糊口。他曾做過十多種不同的工作，其中包括行李搬運工以及洗車工人，只要是法律允許的，任何能夠養活他自己和妹妹的差事，再艱苦勞累的活，賈奈特都會搶著去做；他曾經一天連續打工20個小時。

### 高中生涯
1994年，賈奈特當選南卡羅萊納州籃球先生，1995年當選全美最佳高中生球員，並入選了全美高中生第一陣容，當選伊利諾伊州籃球先生。高中生涯四年內一共得到2533分，1807個籃板和739次阻攻。賈奈特還在麥當勞高中全明星賽中砍下18分、11個籃板、4次助攻和3次阻攻並當選了麥當勞高中全明星賽最有價值球員。

## NBA生涯

### 明尼蘇達灰狼（1995–2007）

#### 早年（1995-1997）
1995年NBA选秀，凯文加内特首轮第五顺位被明尼苏达森林狼选中。新秀賽季結束後，賈奈特入选最佳新秀阵容第二队，以19岁零11个月成为當時NBA历史最年轻的上场球员。1996-97赛季，賈奈特生涯首次入選全明星陣容，以163次盖帽打破明尼蘇達灰狼隊史單季盖帽纪錄。

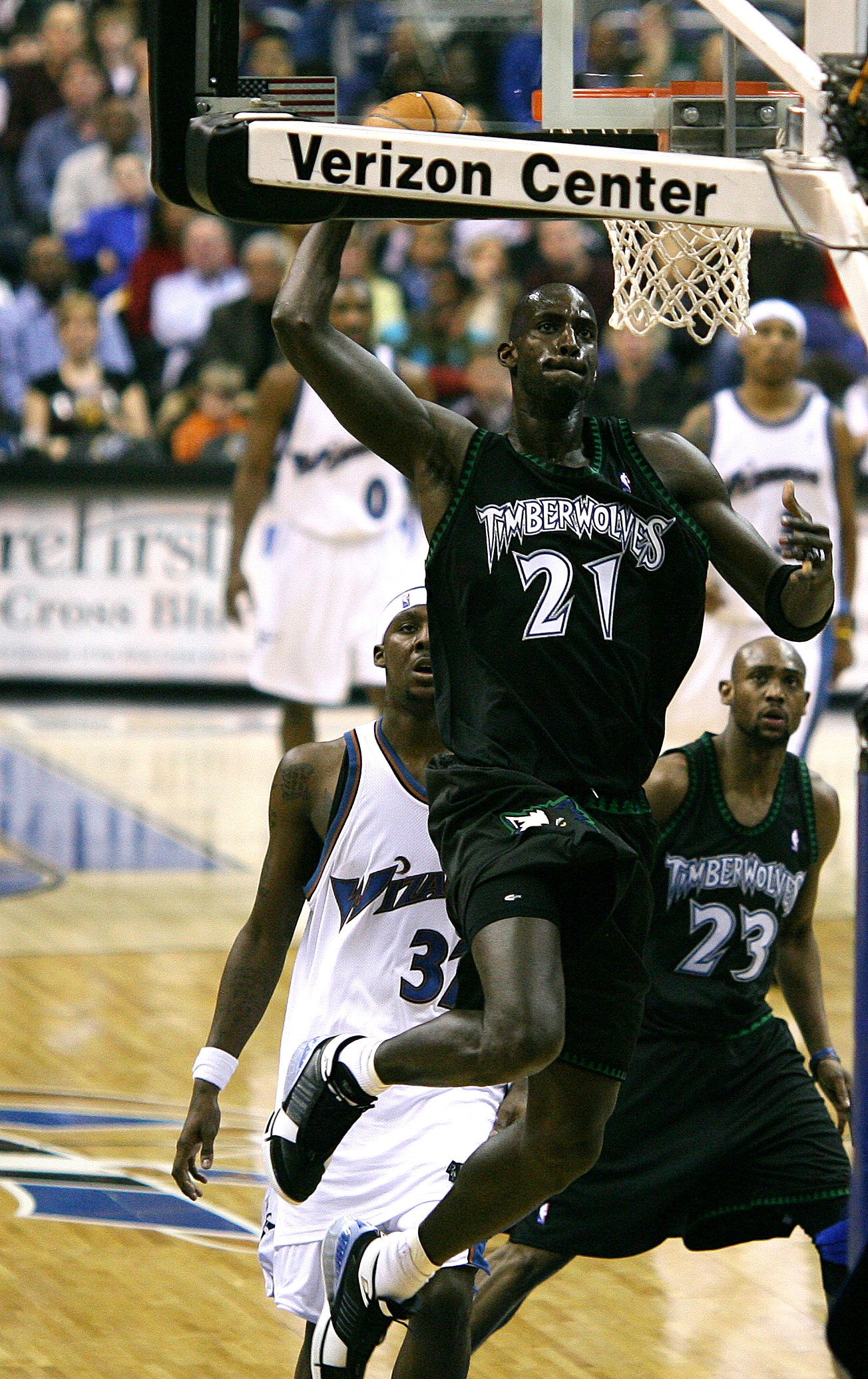
森林狼时期的加内特。

1996年11月23日对戰洛杉磯快艇拿到职业生涯第1000分。
1997年3月23日对戰迈阿密热火，拿到职业生涯第1000个篮板。
1998年1月3日对戰丹佛掘金拿到职业生涯首次三雙，進入全明星首發阵容。單季抢下786个篮板，打破隊史单季篮板纪录。
1997年11月13日对戰华盛顿巫師抢下20个篮板，追平队史个人单场篮板纪录。82场常规赛全部首发，成为了森林狼队史第三位单季常规赛全部首发的球员。

#### 1998-99赛季
1999年4月2日对戰丹佛掘金拿到职业生涯第500个阻攻。

#### 1999-00赛季
场均得分、篮板和助攻数据分别为22.9、11.8和5，成为了联盟历史中仅有的9名单季场均拿到20+10+5数据的球员之一。
1999年12月27日对戰奥兰多魔术，单节抓下12个篮板，半场抓下19个篮板，全场抓下23个篮板，三项数据均打破灰狼队史纪录。
1999年12月28日对戰热火，成为灰狼队史篮板王。

#### 2000-01赛季
连续第二个赛季拿到场均20+10+5，NBA历史仅有7人做到。
2001年3月18日对戰克利夫兰骑士，拿到职业生涯第8000分。
2001年3月2日对戰掘金塊，拿到职业生涯第4000个篮板。
2000年11月9日对戰费城76人，成为明尼蘇達灰狼隊史得分王。

#### 2001-02赛季
连续第三个赛季拿到场均20+10+5，NBA历史仅有5人做到。入选联盟最佳阵容第二队，最佳防守阵容第一队，以及最佳访问阵容第一队。赛季59次拿到两双，创造队史纪录。单季抢下981个篮板，创造队史纪录。
2001年12月14日对垒萨克拉门托国王抢下24个篮板，打破队史个人单场篮板纪录。
2002年2月4日对垒圣安东尼奥马刺队，完成个人职业生涯第2000次助攻，成为森林狼队史助攻王。

#### 2002-03赛季
连续第四个赛季拿到场均20+10+5，NBA历史中仅有賴瑞·柏德取得过同样的成就。入选最佳阵容第一队、最佳防守阵容第一队和最佳采访阵容第二队。在第二十五届全明星大赛上砍下37分、9个篮板和5次抄截，当选全明星赛最有价值球员。赛季抢下1102个篮板，打破队史纪录。赛季得到68次双十，打破队史纪录。
02年10月30日对戰金塊，职业生涯总得分突破10000分。
2003年1月30日对壘戰达拉斯小牛，得到职业生涯第11000分。
2003年2月24日对戰密尔瓦基公鹿，拿到职业生涯第6000个篮板。
2003年2月12日对戰克利夫蘭骑士，完成职业生涯第1000次阻攻。

#### 2003-04赛季
当选常规赛最有价值球员，入选联盟最佳阵容第一队和最佳防守阵容第一队。当选12月、1月和2月西部最佳球员，成为联盟历史首位连续3个月获此殊荣的球员。赛季场均抢下13.9个篮板，首度成为联盟篮板王，并带领球队首次打入西部决赛，本賽季賈奈特表現更加全面，場均24.2分、13.9籃板以及2.2阻攻這3個方面都達到了職業生涯的最高水準，他也成為繼賴瑞·柏德之後第二個連續5年達到平均每場20分、10個籃板和5次助攻的球員。

#### 挫折感
在2004-05賽季結束後賈奈特入选联盟最佳阵容第二队和最佳防守阵容第一队，賈奈特连续第三个赛季打满82场常规赛，且场场首发。连续第六个赛季场均拿到20+10+5，成为NBA历史上第一位连续6个赛季场均取下20+10+5的球员。赛季场均抢下13.5个篮板，再度成为联盟篮板王，但是灰狼隊八年來首次未能進入季后賽。
2005-06赛季，賈奈特场均能拿到20+10，场均抢下12.7个篮板，第三次加冕篮板王，第九次入選全明星陣容， 第一次入選NBA最佳防守陣容第二隊，
2006-07赛季，賈奈特场均拿到20+10，场均抢下12.8个篮板，第四次加冕篮板王，第十次入選全明星陣容，第二次入選NBA年度第三隊，第二次入選NBA最佳防守陣容第二隊。連續四年獲得籃板王的稱號，目前只有威爾特·張伯倫、摩西·馬龍和丹尼斯·羅德曼在這個統計上可以與賈奈特媲美。

### 波士頓塞爾提克（2007–2013）

#### 2007-08赛季：「Anything is possible!」
2007年7月31日，波士顿塞爾特人以五名球员艾尔·杰佛森、莱恩·戈麦斯、西奥·拉特利夫、杰拉德·格林、塞巴斯蒂安·泰菲尔加上两个有条件的2009年NBA选秀权和现金交换灰狼的加内特。
加盟波士頓凯尔特人，和雷·阿伦和保罗·皮尔斯一起形成了“凯尔特人三巨头”，加内特为了球队整体利益牺牲了个人数据而倾力防守，平均每场上场32.8分钟平均每场得到18.8分和9.2个篮板以及1.3次火鍋、1.4次抄截和3.4次助攻，帮助球队获得总冠军，这也是他第一次获得总冠军；当季他入选NBA最佳阵容一队和最佳防守阵容一队，并拿下NBA最佳防守球员奖。
當綠色彩帶飄落時，激動的賈奈特聽完現場記者的採訪提問，仰天長嘯：「Anything is possible, Anything is possible ! 」
接著對記者說：「This is for everybody in “Sota”( Minnesota ）,this is for everybody in Chicago ,  VV , it’s for everybody in “South C”（South Carolina),Basswood ; My mom beanut see everybody right now on my mom , on my mom made it mom , top of the world , top of the world ！」
就算他現在是綠衫軍一份子，仍然不忘那冰天雪地的明尼蘇達，與從小到大他生活過的地方。

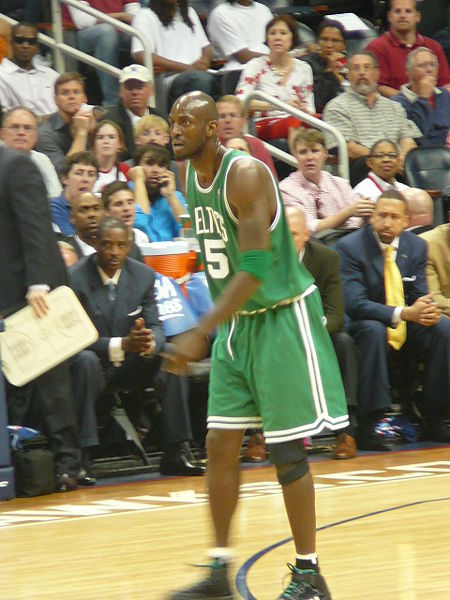
在2008年NBA季後賽第四戰對陣亞特蘭大老鷹隊的賈奈特

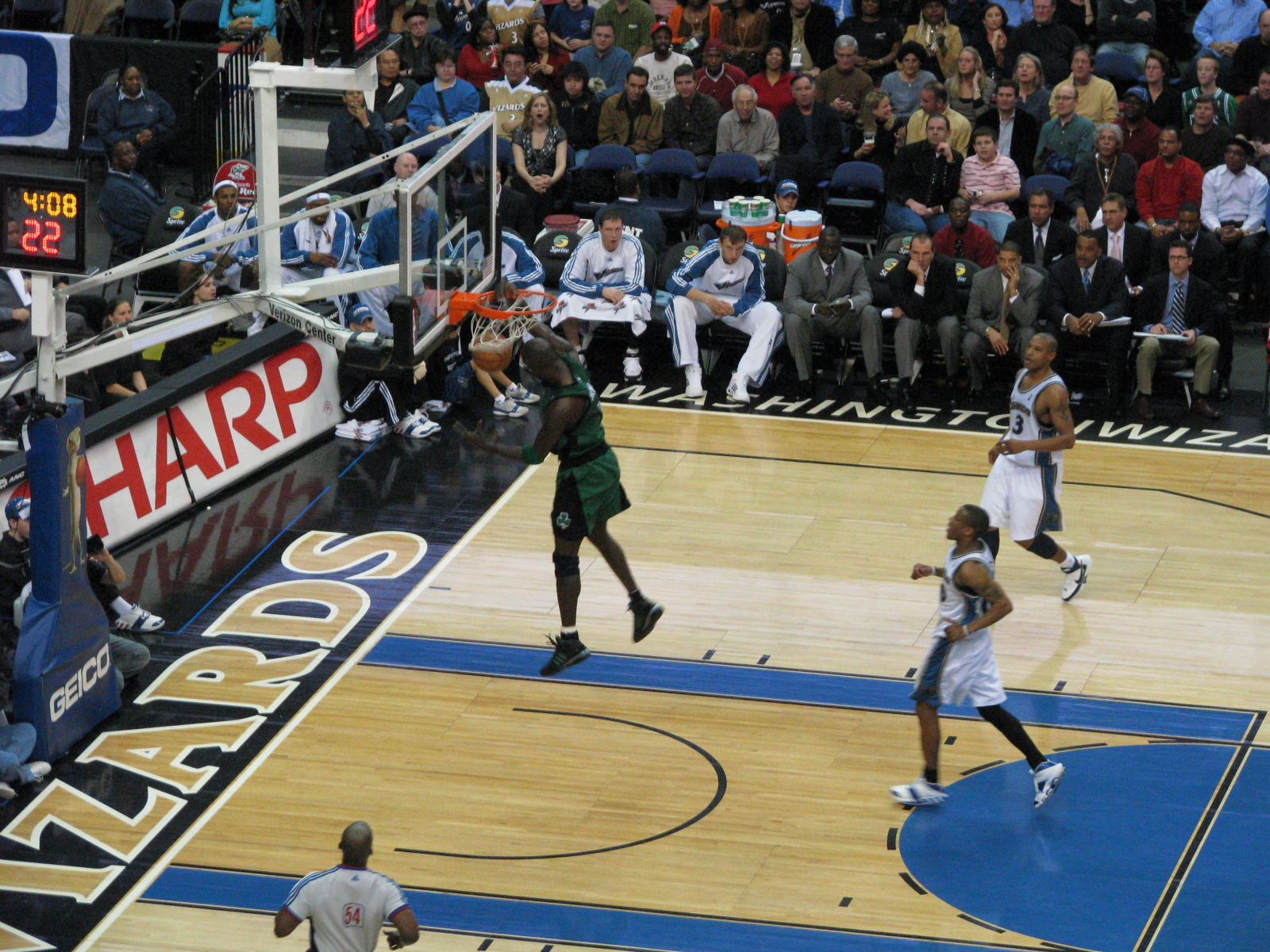
賈奈特在對陣華盛頓巫師時灌籃

#### 2008-09赛季
賈奈特加盟波士頓塞爾特人之后的第二年状态有所下滑，前54场比赛平均每场上场32.1分钟能得到16.4分、8.9个篮板以及1.3个盖帽。在与犹他爵士队比赛中因空中接力未果导致右膝韧带撕裂，其后复出了四场后球队宣布赛季报销，复出后四场平均上场17.5分钟只能得到10.2分和4.3个篮板。08-09赛季的賈奈特出场57场，平均上场31.1分钟，得到15.8分、8.5个篮板、1.2次盖帽和2.5次助攻。賈奈特的傷勢导致凯尔特人的卫冕之路蒙上了阴影，失去賈奈特之后球队在季后赛第二轮惨遭魔术4-3淘汰，凯尔特人卫冕失败。

#### 2009-10赛季
賈奈特伤愈复出，因为右膝伤病一直没复原，状态比08-09年大幅度下滑，平均只得14.3分和7.4个篮板。在众多球员努力之下再加上拉简·朗多的崛起，凯尔特人終於卷土重来，三年内第二度打进总决赛，与洛杉矶湖人队大战七场後败北，其中第七戰第四節的吹判非常具有爭議性，第四節湖人比綠衫軍多了足足15次罰球機會，湖人整場比賽得到37次罰球，堪比2002年湖人對國王的吹罰尺度。
在效力塞尔特人的期间，加内特一直是有实无名的中锋，通常在比赛中都是和对方的中锋在禁区对抗。加盟波士顿的第一季，获得2007-08年的NBA最佳防守球员，并随队获得该年的NBA总冠军。根据NBA惯例，在票選常规赛MVP時會盡量避免與其他個人獎項重疊，故該年獎項最后由个人数据居联盟之冠的科比·布莱恩特获得此奖项。
NBA历史上只有3人完成了超过20000分、10000个篮板、4000次助攻的数据，賈奈特便是其中之一，另外两名球员分别是卡里姆·阿杜·渣巴和卡尔·马龙。在2012年2月4日對戰紐約尼克中的第二節，加内特抓下生涯第一萬個防守籃板，成為繼卡爾·馬龍和罗伯特·派瑞許後，第三位達到此成就的球員。

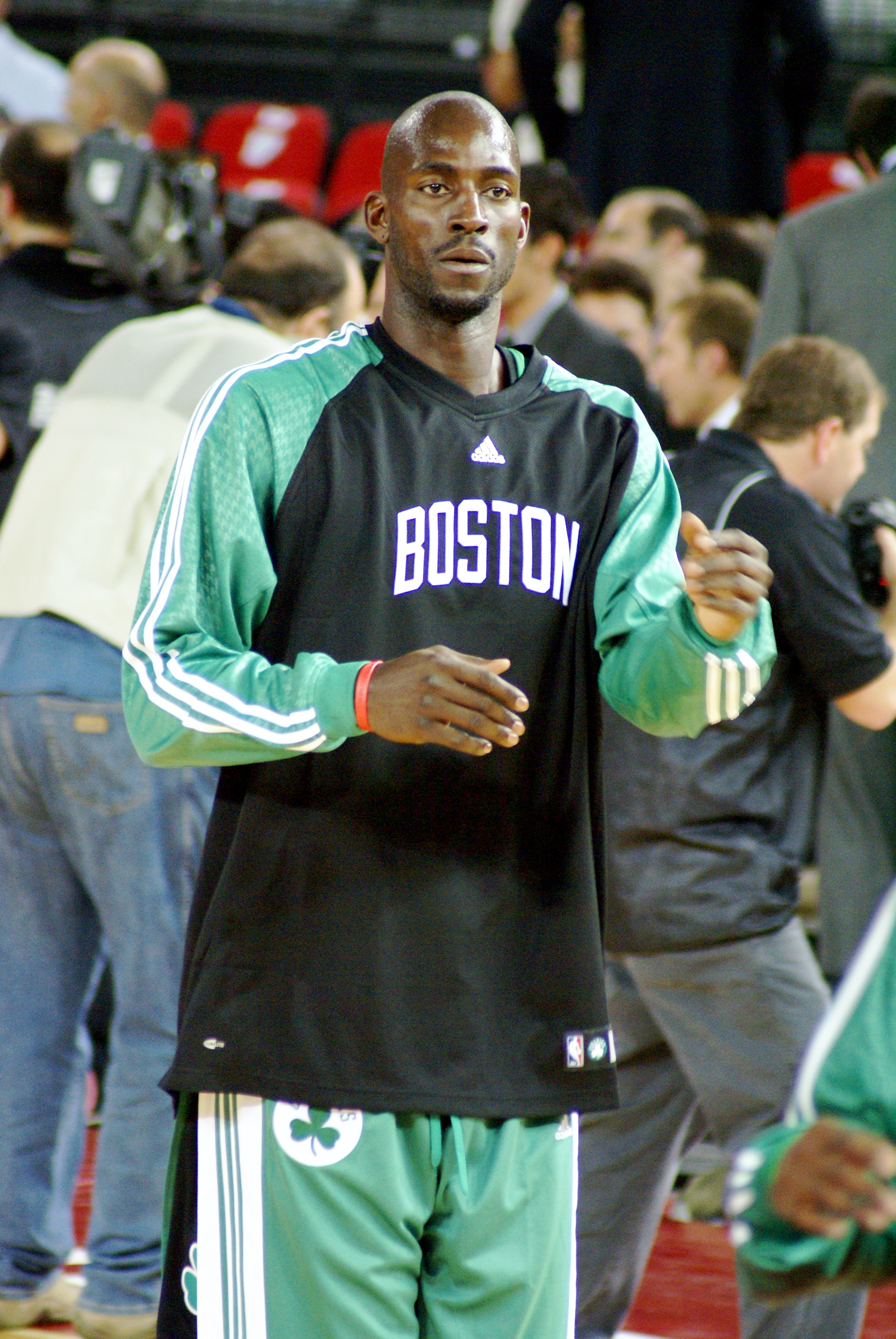
凯尔特人时期的加内特。

### 布魯克林籃網（2013–2015）
2013年2月7日對戰宿敵洛杉磯湖人，賽前離2萬5000分只有6分之遙的加内特，在比賽第2節4分鐘時投進招牌中距離一球，正式成為NBA史上2萬5000分俱樂部的第16位成員。
在2014年2月4日對戰費城76人中得到了5个盖帽，加上这5个盖帽，加内特职业生涯总盖帽数达到了2001个，加内特的总盖帽数排在NBA历史第18位，排在第17位的是拉里-南斯（2027个）。
2013-14季轉至布魯克林籃網隊，2014-15季與好友皮爾斯分道揚鑣。

#### 2014-15赛季
加納特在2014-15赛季上陣時間不多，所以2015明星賽之後放棄交易否決權，被交易回老東家灰狼隊。

### 明尼蘇達灰狼（2015-2016）

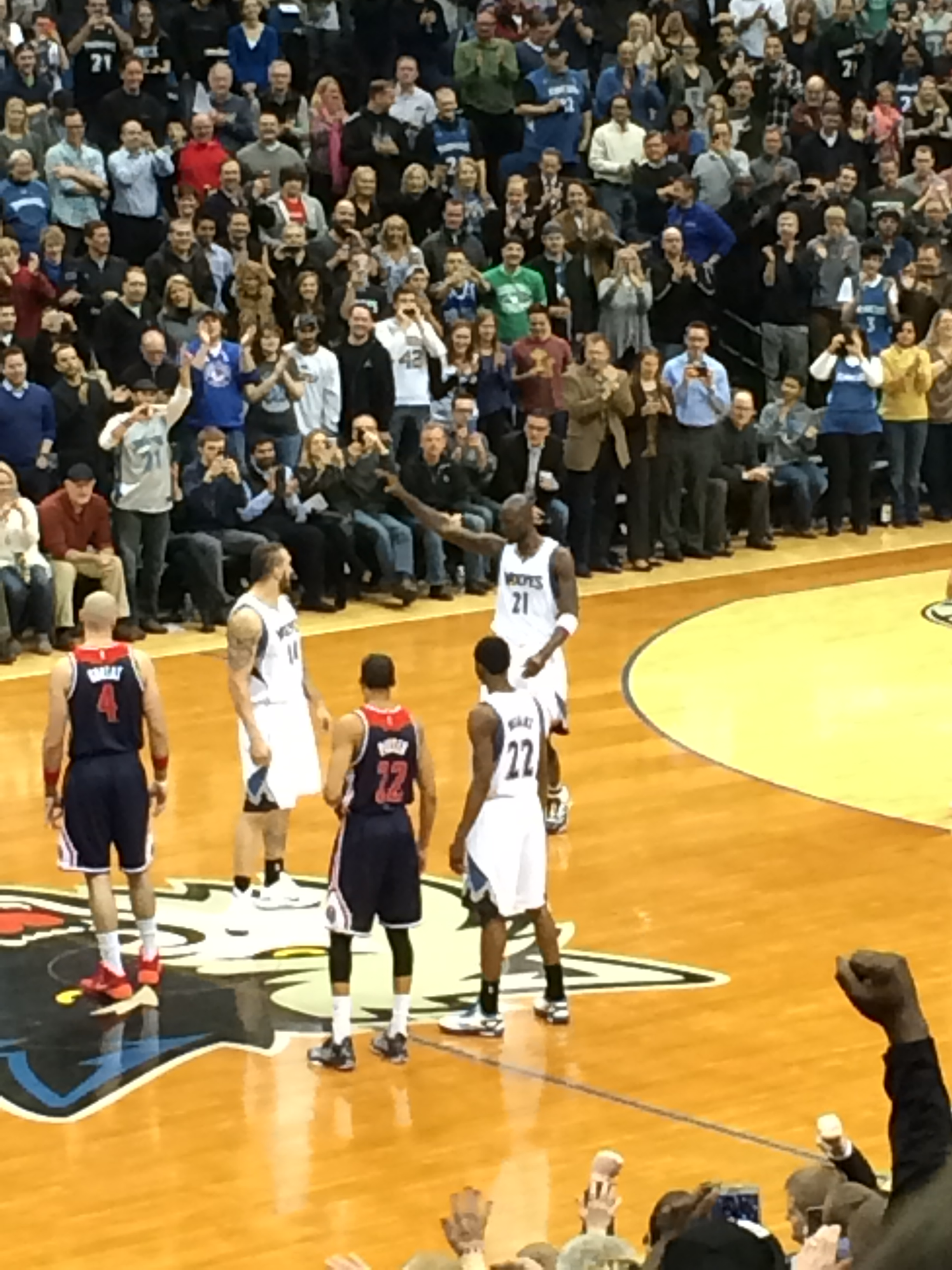
2015年，回到灰狼後首次出賽的賈奈特

加内特於2016年9月23日宣布退役。他有意加入管理層，但不久與新管理層不和，因此斷絕與球隊任何來往，故其21號球衣從未在木狼隊退休。

## NBA生涯數據
| † | 表示該季獲得了NBA總冠軍 |
| * | 領先聯盟                |

### 例行賽
| 賽季      | 球隊           | GP    | GS    | MPG  | FG%  | 3P%  | FT%  | RPG  | APG | SPG | BPG | PPG  |
| --------- | -------------- | ----- | ----- | ---- | ---- | ---- | ---- | ---- | --- | --- | --- | ---- |
| 1995–96   | 明尼蘇達灰狼   | 80    | 43    | 28.7 | .491 | .286 | .705 | 6.3  | 1.8 | 1.1 | 1.6 | 10.4 |
| 1996–97   | 明尼蘇達灰狼   | 77    | 77    | 38.9 | .499 | .286 | .754 | 8.0  | 3.1 | 1.4 | 2.1 | 17.0 |
| 1997–98   | 明尼蘇達灰狼   | 82    | 82    | 39.3 | .491 | .188 | .738 | 9.6  | 4.2 | 1.7 | 1.8 | 18.5 |
| 1998–99   | 明尼蘇達灰狼   | 47    | 47    | 37.9 | .460 | .286 | .704 | 10.4 | 4.3 | 1.7 | 1.8 | 20.8 |
| 1999–2000 | 明尼蘇達灰狼   | 81    | 81    | 40.0 | .497 | .370 | .765 | 11.8 | 5.0 | 1.5 | 1.6 | 22.9 |
| 2000–01   | 明尼蘇達灰狼   | 81    | 81    | 39.5 | .477 | .288 | .764 | 11.4 | 5.0 | 1.4 | 1.8 | 22.0 |
| 2001–02   | 明尼蘇達灰狼   | 81    | 81    | 39.2 | .470 | .319 | .801 | 12.1 | 5.2 | 1.2 | 1.6 | 21.2 |
| 2002–03   | 明尼蘇達灰狼   | 82    | 82    | 40.5 | .502 | .282 | .751 | 13.4 | 6.0 | 1.4 | 1.6 | 23.0 |
| 2003–04   | 明尼蘇達灰狼   | 82    | 82    | 39.4 | .499 | .256 | .791 | 13.9 | 5.0 | 1.5 | 2.2 | 24.2 |
| 2004–05   | 明尼蘇達灰狼   | 82    | 82    | 38.1 | .502 | .240 | .811 | 13.5 | 5.7 | 1.5 | 1.4 | 22.2 |
| 2005–06   | 明尼蘇達灰狼   | 76    | 76    | 38.9 | .526 | .267 | .810 | 12.7 | 4.1 | 1.4 | 1.4 | 21.8 |
| 2006–07   | 明尼蘇達灰狼   | 76    | 76    | 39.4 | .476 | .214 | .835 | 12.8 | 4.1 | 1.2 | 1.7 | 22.4 |
| 2007–08†  | 波士頓塞爾提克 | 71    | 71    | 32.8 | .539 | .000 | .801 | 9.2  | 3.4 | 1.4 | 1.3 | 18.8 |
| 2008–09   | 波士頓塞爾提克 | 57    | 57    | 31.1 | .531 | .250 | .841 | 8.5  | 2.5 | 1.1 | 1.2 | 15.8 |
| 2009–10   | 波士頓塞爾提克 | 69    | 69    | 29.9 | .521 | .200 | .837 | 7.3  | 2.7 | 1.0 | .8  | 14.3 |
| 2010–11   | 波士頓塞爾提克 | 71    | 71    | 31.3 | .528 | .200 | .862 | 8.9  | 2.4 | 1.3 | .8  | 14.9 |
| 2011–12   | 波士頓塞爾提克 | 60    | 60    | 31.1 | .503 | .333 | .857 | 8.2  | 2.9 | .9  | 1.0 | 15.8 |
| 2012–13   | 波士頓塞爾提克 | 68    | 68    | 29.7 | .496 | .125 | .786 | 7.8  | 2.3 | 1.1 | 0.9 | 14.8 |
| 2013–14   | 布魯克林籃網   | 54    | 54    | 20.5 | .441 | .000 | .809 | 6.6  | 1.5 | .8  | .7  | 6.5  |
| 2014–15   | 布魯克林籃網   | 42    | 42    | 20.3 | .455 | .167 | .829 | 6.8  | 1.6 | 1.0 | .3  | 6.8  |
| 2014–15   | 明尼蘇達灰狼   | 5     | 5     | 19.6 | .581 | .000 | .500 | 5.2  | 1.6 | 1.0 | .8  | 7.6  |
| 2015–16   | 明尼蘇達灰狼   | 38    | 38    | 14.6 | .470 | .000 | .667 | 3.9  | 1.6 | .7  | .3  | 3.2  |
| 生涯      | 生涯           | 1,462 | 1,425 | 34.5 | .497 | .275 | .789 | 10.0 | 3.7 | 1.3 | 1.4 | 17.8 |
| 明星賽    | 明星賽         | 14    | 11    | 20.5 | .511 | .000 | .875 | 6.3  | 2.9 | 1.1 | .8  | 11.3 |

### 季後賽
| 賽季  | 球隊           | GP  | GS  | MPG  | FG%  | 3P%   | FT%   | RPG  | APG | SPG | BPG | PPG  |
| ----- | -------------- | --- | --- | ---- | ---- | ----- | ----- | ---- | --- | --- | --- | ---- |
| 1997  | 明尼蘇達灰狼   | 3   | 3   | 41.7 | .471 | 1.000 | 1.000 | 9.3  | 3.7 | 1.3 | 1.0 | 17.3 |
| 1998  | 明尼蘇達灰狼   | 5   | 5   | 38.8 | .480 | .000  | .778  | 9.6  | 4.0 | .8  | 2.4 | 15.8 |
| 1999  | 明尼蘇達灰狼   | 4   | 4   | 42.5 | .443 | .000  | .739  | 12.0 | 3.8 | 1.8 | 2.0 | 21.8 |
| 2000  | 明尼蘇達灰狼   | 4   | 4   | 42.8 | .385 | .667  | .813  | 10.8 | 8.8 | 1.3 | .8  | 18.8 |
| 2001  | 明尼蘇達灰狼   | 4   | 4   | 41.3 | .466 | .000  | .833  | 12.0 | 4.3 | 1.0 | 1.5 | 21.0 |
| 2002  | 明尼蘇達灰狼   | 3   | 3   | 43.3 | .429 | .500  | .719  | 18.7 | 5.0 | 1.7 | 1.7 | 24.0 |
| 2003  | 明尼蘇達灰狼   | 6   | 6   | 44.2 | .514 | .333  | .607  | 15.7 | 5.2 | 1.7 | 1.7 | 27.0 |
| 2004  | 明尼蘇達灰狼   | 18  | 18  | 43.5 | .452 | .313  | .776  | 14.6 | 5.1 | 1.3 | 2.3 | 24.3 |
| 2008† | 波士頓凱爾特人 | 26  | 26  | 38.0 | .495 | .250  | .810  | 10.5 | 3.3 | 1.3 | 1.1 | 20.4 |
| 2010  | 波士頓凱爾特人 | 23  | 23  | 33.3 | .495 | .000  | .839  | 7.4  | 2.5 | 1.1 | .9  | 15.0 |
| 2011  | 波士頓凱爾特人 | 9   | 9   | 36.3 | .441 | .000  | .759  | 10.9 | 2.6 | 1.9 | 1.0 | 14.9 |
| 2012  | 波士頓凱爾特人 | 20  | 20  | 36.9 | .497 | .250  | .813  | 10.3 | 1.5 | 1.2 | 1.5 | 19.2 |
| 2013  | 波士頓凱爾特人 | 6   | 6   | 35.3 | .500 | .000  | .941  | 13.7 | 3.5 | .8  | 1.0 | 12.7 |
| 2014  | 布鲁克林篮网   | 12  | 12  | 20.8 | .524 | .000  | .739  | 6.3  | 1.3 | .8  | .4  | 6.9  |
| 生涯  |                | 143 | 143 | 36.9 | .478 | .273  | .789  | 10.7 | 3.3 | 1.2 | 1.3 | 18.2 |

## 奖项和成就
- 15次入选NBA全明星赛
- 9次入选NBA最佳阵容
  - 4次入选NBA第一队阵容
  - 3次入选NBA第二队阵容
  - 2次入选NBA第三队阵容
- 12次入选NBA最佳防守阵容
  - 9次入选NBA最佳防守第一队阵容
  - 3次入选NBA最佳防守第二队阵容
- NBA最有价值球员:2004
- NBA總冠軍:2008
- NBA最佳防守球员: 2008
- NBA全明星最有价值球员: 2003
- NBA篮板王: 2004年，2005年，2006年，2007年
- NBA新秀第二阵容: 1996年
- 唯一一位五項數據在歷史前50:得分17、籃板9、助攻47、火鍋17、抄截16(至2016年)
- NBA75大球星（2021）
- 奈史密斯籃球名人紀念堂: 2020年

## 技术分析
根据官方资料，加内特身高为6尺11吋，但在2008年总决赛经记者采访且证实，实际身高确实为7尺1吋。
 
当初媒体爆料其身高至少7尺或更高，和7尺1吋的沙基爾·奧尼爾并无很大的身高差距，也明显比加索尔或博古特高出一吋左右，但加内特体型瘦壮因此显得较高，可是7尺1吋的身高也是毫无疑问的。

在灰狼队之所以谎报身高是因为不想担任中锋的位置，来到凯尔特人以后才改变想法。
自芝加哥的Farragut Academy高中毕业后，加内特在1995年的NBA选秀中被明尼苏达灰狼队以第五位选中，亦是第一位20岁以下在NBA选秀中被选的高中生。

凭借其身體素質及全面的技术，加内特足以胜任球场上任何一个位置。而当中最能发挥他的才能就是大前锋的位置。

他身高虽然不是最高的，但是他的臂展却比许多7尺以上的大个子球员还高出不少，这让他的内线得分能力和篮板能力在球员中鹤立鸡群，除此之外，他更拥有远比其他中前锋型球员更加优秀的助攻能力。

他是NBA的超级巨星。

### 进攻
在森林狼期间明尼苏达的象征。高中生球员的代表，全能型球员的模板。

在球场上，KG做到了他可以作到的一切。进攻枢纽，篮板王，精神领袖，防守屏障。或许在进攻火力上略有不足，但你已不能对他要求更多。

众所周知KG的进攻比之沙奎尔·奥尼尔和提姆·鄧肯偏软，这是由于其瘦弱的身体所致......其进攻手段多以中远距离的 后仰跳投和背身转身跳投，以及用其在F中极快的速度强突为主，虽然打法偏外但由于其出手难以被封盖和干扰，投篮命中率仍有一定保障，得分十分稳定，平均每场二十分。

但也由于其过于稳定以及无私，KG没有很强的得分爆发力，其生涯最高得分直到对阵太阳的发飙才达到47分，不能说KG不能得50+，只是他好像没这个欲望，这可能也成为他进攻的一个问题。

KG的传球视野极好，造成对手不敢进行过分包夹，有良好的大局观。

关键一投能力也很强，如对国王的两个三分、快船的压哨球等。打法较之提姆·鄧肯更加华丽，有飘逸的感觉，所以称之大球票。
进攻手段1：低位单打，转身后仰跳投。在KG的得分武器库中，这一招是最得心应手的。我们经常可以看到它的出现。命中率非常高，而且还没有正面被盖帽的记录！因为KG削瘦的身材，决定了他比一般内线球员更快更灵活，所以在他做出连续动作时对手往往反应不过来，跟不上节奏。除非有人夹防，否则KG后仰跳投时所受到的封盖干扰很小，保证了命中率。这个动作将KG柔和的手感，BT的臂展以及超强的腰腹能力淋漓尽致的表现了出来。
进攻手段2：面筐中投。这一招基本上在弧顶或者罚球线附近使用。KG的出手点非常靠后，加上身高和臂展，被干扰的可能性很小。
进攻手段3：背身单打，跳步小钩手。常用手段。或许是因为身体对抗能力不足所致。
进攻手段4：二次进攻。KG抢到前场篮板，起身爆扣，仰天长啸。
进攻手段5：KG灌篮秀。一是挡拆后的，不过森林狼的后卫很少能传出高质量的球。二是下快攻时接球的扣篮。
进攻手段6：溜底线上篮。又是一个不属于大前锋的进攻方式。这个动作之前往往是面对防守者，假动作晃动，然后大步突破，翻身扣篮。值得一提的是，KG在上篮过程中，头往往需要躲开篮板。
进攻手段7：助攻。KG的传球视野极好，造成对手不敢进行过分包夹，有良好的大局观，助攻数据常年保持在四至五个。

### 防守
身體素質優異，擁有極強的單兵防守與內線防守實力，穩居多年防守一队。姚明曾经称之为大蜘蛛；還是綠軍助教的湯姆·希伯杜深知KG的重要性，執教公牛後選擇重用喬金·諾阿。

防守篮板排NBA首位，对其有极好的预判和控制，连续四年成为NBA篮板王。

因为KG的灵活性以及预判能力，他的抢断一直保持在大前锋中的頂級水平，每场能保持1.5个抢断。

但由于他的机动性，他时常补防到外线甚至直接盯防对方SG/SF，加上身体对抗稍显劣势，他的阻攻并不是十分出色，因为KG能预先判断对手球员的进攻套路，能够及时补防，所以要比其他球员要少，平均每场盖帽1.7个左右（2003-2004赛季除外）。

补防积极，并且有很强的轮转换位意识，是联盟顶級防守队员，1V1的情况下，除了肌肉棒子，几乎所有技术型大前鋒都被防死。